# Giáo dục tiểu học

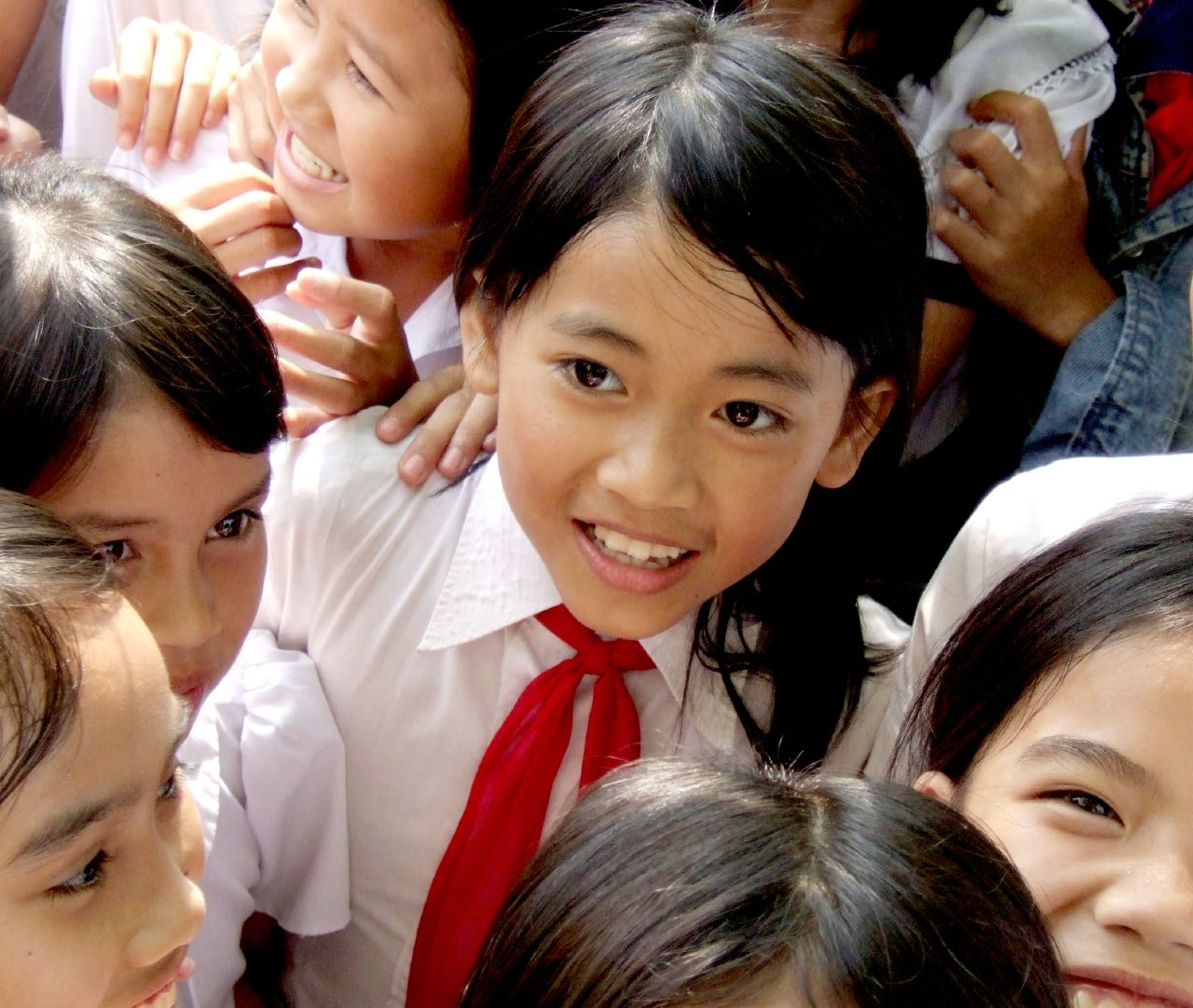
Học sinh tiểu học ở Đà Nẵng, Việt Nam.

Giáo dục tiểu học (hay gọi tắt là cấp 1, tiếng Anh: primary education, elementary education) là giai đoạn thứ nhất của giáo dục bắt buộc. Nó theo sau giáo dục mầm non (nhà trẻ và mẫu giáo) và nắm trước giai đoạn giáo dục trung học. Đây là bậc giáo dục cho trẻ em từ lớp một (5 hoặc 6 tuổi) tới hết lớp năm (hoặc lớp sáu, tùy theo các quốc gia). Đây là bậc học quan trọng đối với sự phát triển của trẻ em, thời gian hình thành nhân cách và năng lực (trí tuệ và thể chất). Ở Việt Nam, tiểu học là bậc học cao hơn mầm non và thấp hơn trung học cơ sở (cấp 2). Trước đây ở miền Bắc (Việt Nam), tiểu học còn được gọi là phổ thông cơ sở cấp một.

## Mục đích

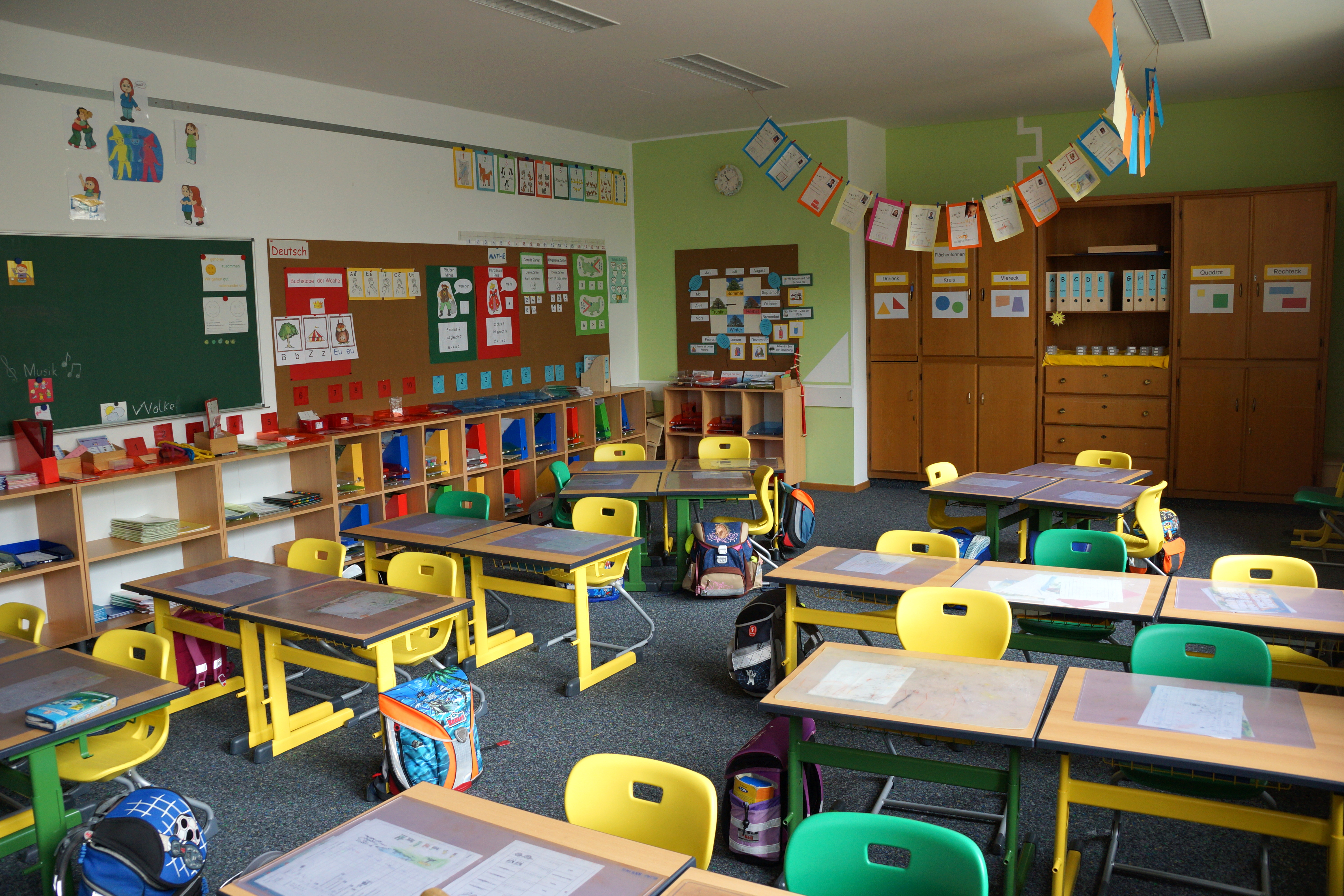
Trong một lớp tiểu học tại Neumarkt in der Oberpfalz, Đức

Nhằm giúp học sinh hình thành những cơ sở ban đầu cho sự phát triển đúng đắn và lâu dài về đạo đức, trí tuệ, thể chất, thẩm mỹ và các kỹ năng cơ bản để học sinh tiếp tục học Trung học cơ sở. Mục tiêu chính của giáo dục tiểu học là giúp tất cả học sinh biết đọc, biết viết, và biết tính toán với những con số ở mức độ căn bản, cũng như thiết lập những hiểu biết căn bản về khoa học, toán, địa lý, lịch sử, và các môn khoa học xã hội khác.

## Việt Nam

### Thời gian hệ Tiểu học
Hệ tiểu học kéo dài 5 năm. Sau khi học hết bậc Tiểu học, học sinh sẽ được xét công nhận hoàn thành chương trình Tiểu học.

### Chương trình học
Chương trình học tại Tiểu học được thống nhất toàn quốc, gồm các môn:
- Toán, Tiếng Việt, Đạo đức, Thể dục, Âm nhạc, Mĩ thuật, Tiếng Anh, Hoạt động trải nghiệm: lớp 1-5
- Tự nhiên và Xã hội, Thủ công, Tập viết: lớp 1-3
- Tin học và Công nghệ: lớp 3-5
- Khoa học, Lịch sử và Địa lí (Khoa-Sử-Địa): lớp 4-5
- Tiếng anh, các môn giáo dục địa phương: lớp 1-5

Trường Tiểu học được bố trí tại từng xã, phường, thị trấn. Tuy nhiên, trong thực tế vẫn có một số xã không có trường tiểu học. Đó thường là các xã ở vùng sâu, vùng xa hoặc hải đảo. Theo quy định trong Luật Ngân sách Nhà nước, đầu tư xây dựng trường Tiểu học thuộc trách nhiệm của chính quyền cấp quận, huyện.